# Zargo's Lords
Zargo's Lords fu il primo wargame fantasy italiano. Progettato da Marco Donadoni e pubblicato dalla International Team (IT) nel 1979, ebbe un grande successo sia in Italia che all'estero. In seguito, la IT pubblicò numerosi altri wargame fantasy, fra i più noti si possono citare Wohrom e Idro.
Come la maggior parte degli altri giochi di Donadoni, Zargo's Lords è un wargame a mappa esagonata. Si gioca da 2 a 4 giocatori, e una partita può durare diverse ore; tuttavia, le regole relativamente semplici rendono questo gioco accessibile anche a un pubblico di non appassionati del genere. La grafica, molto curata, rappresenta uno degli elementi chiave del fascino di questo gioco. 
La mappa di gioco rappresenta quattro continenti di un mondo fantastico popolato da quattro razze: cavalieri, monaci, alati e draghi. Ciascuna di esse dispone di un insieme di categorie guerrieri di diversi tipi, rappresentati da pedine in cartone, con diverse caratteristiche di movimento, forza in combattimento e poteri speciali. Le quattro razze hanno caratteristiche molto diverse fra loro, ciascuna con i propri punti di forza e di debolezza. Ogni razza controlla inizialmente un continente, sul quale vengono collocate quattro città. Le quattro razze si danno battaglia cercando di prendere possesso delle città avversarie. Uno dei principali difetti comunemente attribuiti al gioco è il non perfetto equilibrio fra le razze stesse.
Fuori produzione ormai da decenni, Zargo's Lords è piuttosto ricercato dai collezionisti e una copia in buone condizioni può avere un discreto valore economico. 

## Giochi correlati
La IT produsse nel 1983 l'espansione Zargo's Lords II, con due nuove razze (amazzoni e aracnidi). Questo prodotto venne presentato come il primo gamette di produzione italiana. Il successivo Blue Stones, sempre della IT, è invece un wargame a sé, ma anch'esso ambientato nel mondo di Zargo, dove è ambientato anche Zargos di Duccio Vitale, una sorta di Risiko! fantasy pubblicato dalla Eurogames. Il gioco Warangel di Angelo Porazzi, piuttosto noto fra gli appassionati del genere, è in parte ispirato a Zargo's Lords.